# Manfred Zapatka
Manfred Zapatka (Brema, 2 ottobre 1942) è un attore tedesco.

## Biografia
Manfred Zapatka, figlio di un redattore e della moglie casalinga, cresce a Cloppenburg, dove si diploma nel. Dal 1962 al 1964 frequenta la Schauspielschule Bochum (Westfälische Schauspielschule).
Verrà ingaggiato di teatri Theater Freiburg e di Essen. Claus Peymann lo ingaggia presso il Staatstheater Stuttgart a metà degli anni '70. Sarà poi membro della Münchner Kammerspiele.
È noto per le interpretazioni in serie televisive come L'ispettore Derrick, Der Alte e Un caso per due.
Nel 2004 è nella lista delle persone del Bundesversammlung (Germania). Nominato dal SPD per il land Niedersachsen. Zapatka è stato sposato con Regine Vergeen, dalla relazione è nata l'attrice Katharina Zapatka e altri figli. Dal 1978 è sposato con Margarete; altri tre figli nascono dalla relazione. Vive a Berlino.

## Onorificenze
- 2002: Adolf-Grimme-Preis 2002 per il ruolo di Heinrich Himmler in Das Himmler-Projekt (con Romuald Karmakar)
- 2008: Adolf-Grimme-Preis 2008 per il ruolo in KDD – Kriminaldauerdienst (con Orkun Ertener e Kathrin Breininger)
- 2009: Deutscher Hörbuchpreis nella categoria „Bester Interpret“ per Ilias di Raoul Schrott
- 2009: Bayerischer Fernsehpreis come miglior attore in „Serien und Reihen“ per KDD – Kriminaldauerdienst